# Liste der Stationen der Metró Budapest

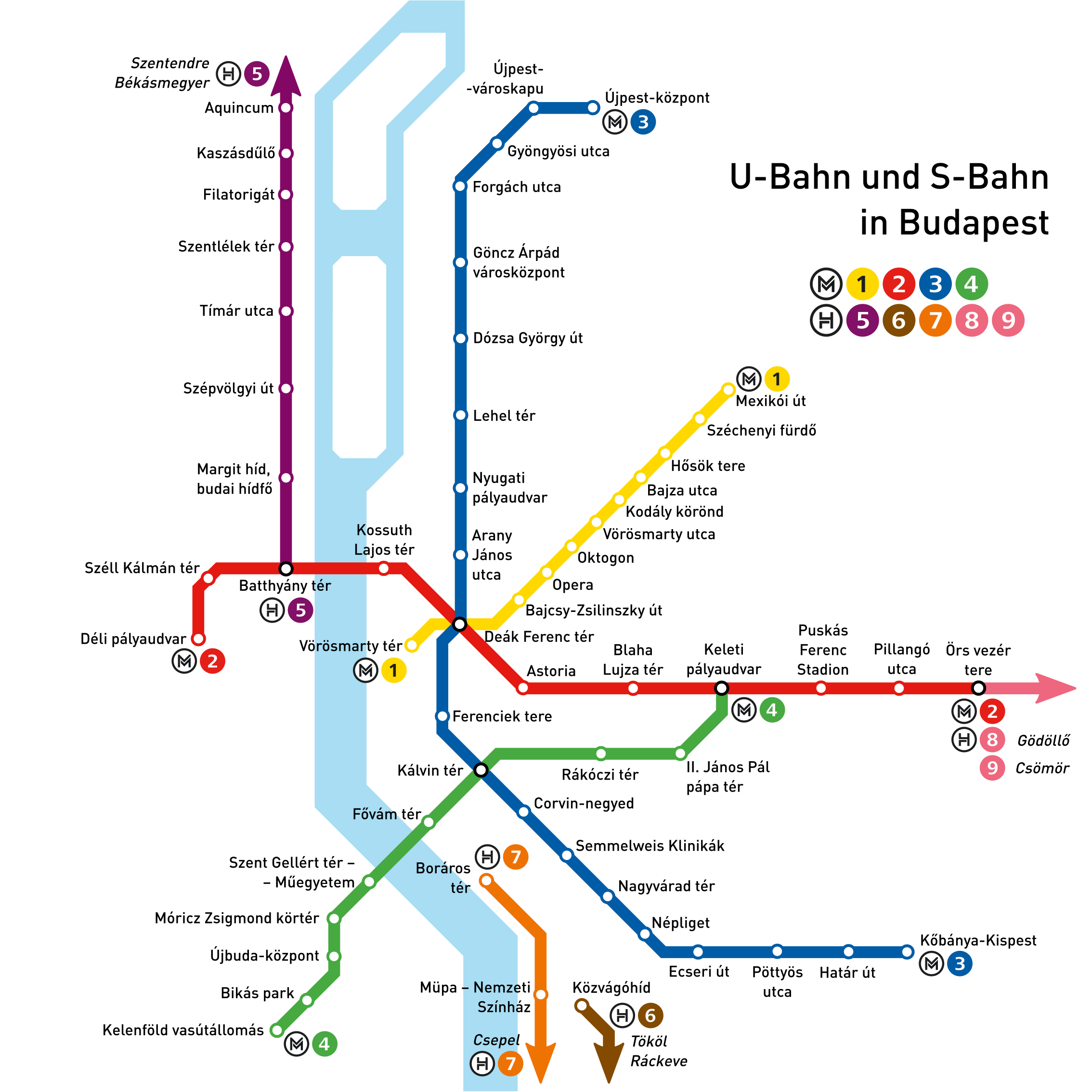
Liniennetzplan der Metró Budapest

Die Liste der Stationen der Metró Budapest führt alle 52 Stationen der U-Bahn der ungarischen Hauptstadt Budapest auf. Das 1896 eröffnete System weist eine Gesamtlänge von 39,4 km auf und ist eines der ältesten der Welt und das erste auf dem europäischen Kontinent. Die Linie M1 (Földalatti) gehört zum UNESCO-Welterbe.
Es gibt aktuell insgesamt vier Linien:
| Linie | Anzahl Stationen | Länge in km | Reisezeit | Datum der Eröffnung | ⌀ Stationsabstand |
| ----- | ---------------- | ----------- | --------- | ------------------- | ----------------- |
|       | 11               | 4,4         | 11 min    | 2. Mai 1896         | 440 m             |
|       | 11               | 10,3        | 18 min    | 2. April 1970       | 1030 m            |
|       | 20               | 17,3        | 32 min    | 31. Dezember 1976   | 911 m             |
|       | 10               | 7,4         | 13 min    | 28. März 2014       | 822 m             |

## Stationen
| Bild | Name                          | Linie(n) | Lage                                    | Bemerkungen                                                | Eröffnung        | Umgebung                                                                               |
| ---- | ----------------------------- | -------- | --------------------------------------- | ---------------------------------------------------------- | ---------------- | -------------------------------------------------------------------------------------- |
|      | Vörösmarty tér                |          | unterirdisch                            | früher: Gizella tér                                        | 1896             | Vörösmarty tér, Pesti Vigadó, Váci utca, Café Gerbeaud                                 |
|      | Deák Ferenc tér               |          | unterirdisch                            | früher: Deák tér                                           | 1896, 1970, 1976 | Deák Ferenc tér, Erzsébet tér                                                          |
|      | Bajcsy-Zsilinszky út          |          | unterirdisch                            | früher: Váczi körút                                        | 1896             | St.-Stephans-Basilika, Andrássy út                                                     |
|      | Opera                         |          | unterirdisch                            |                                                            | 1896             | Ungarische Staatsoper                                                                  |
|      | Oktogon                       |          | unterirdisch                            | früher: November 7. tér                                    | 1896             | Oktogon, Franz-Liszt-Musikakademie                                                     |
|      | Vörösmarty utca               |          | unterirdisch                            |                                                            | 1896             | Haus des Terrors, Budapest Bábszínház, Ungarische Akademie der Bildenden Künste        |
|      | Kodály körönd                 |          | unterirdisch                            | früher: Körönd                                             | 1896             | Zoltán-Kodály-Erinnerungshaus                                                          |
|      | Bajza utca                    |          | unterirdisch                            |                                                            | 1896             |                                                                                        |
|      | Hősök tere                    |          | unterirdisch                            | früher: Aréna út                                           | 1896             | Heldenplatz, Museum der Bildenden Künste, Kunsthalle                                   |
|      | Állatkert                     |          | oberirdisch                             | 1973 geschlossen                                           | 1896             | Tierpark, Restaurant Gundel, Museum der Bildenden Künste                               |
|      | Széchenyi fürdő               |          | unterirdisch (ursprünglich oberirdisch) | früher: Artézi fürdő                                       | 1896             | Széchenyi-Heilbad, Stadtwäldchen, Burg Vajdahunyad, Tierpark                           |
|      | Mexikói út                    |          | unterirdisch                            |                                                            | 1973             |                                                                                        |
|      | Örs vezér tere                |          | oberirdisch                             | früher: Fehér út                                           | 1970             |                                                                                        |
|      | Pillangó utca                 |          | oberirdisch                             |                                                            | 1970             |                                                                                        |
|      | Puskás Ferenc Stadion         |          | unterirdisch                            | früher: Népstadion, Stadionok                              | 1970             | Puskás Aréna, Papp László Sportaréna                                                   |
|      | Keleti pályaudvar             |          | unterirdisch                            |                                                            | 1970, 2014       | Keleti pályaudvar                                                                      |
|      | Blaha Lujza tér               |          | unterirdisch                            |                                                            | 1970             | Café New York                                                                          |
|      | Astoria                       |          | unterirdisch                            |                                                            | 1970             | Große Synagoge                                                                         |
|      | Kossuth Lajos tér             |          | unterirdisch                            | früher: Kossuth tér                                        | 1972             | Kossuth Lajos tér, Parlamentsgebäude, Justizpalast, Szabadság tér, Schuhe am Donauufer |
|      | Batthyány tér                 |          | unterirdisch                            |                                                            | 1972             |                                                                                        |
|      | Széll Kálmán tér              |          | unterirdisch                            | früher: Moszkva tér                                        | 1972             |                                                                                        |
|      | Déli pályaudvar               |          | unterirdisch                            |                                                            | 1972             | Déli pályaudvar                                                                        |
|      | Kőbánya-Kispest               |          | oberirdisch                             |                                                            | 1980             |                                                                                        |
|      | Határ út                      |          | unterirdisch                            |                                                            | 1980             |                                                                                        |
|      | Pöttyös utca                  |          | unterirdisch                            |                                                            | 1980             |                                                                                        |
|      | Ecseri út                     |          | unterirdisch                            |                                                            | 1980             |                                                                                        |
|      | Népliget                      |          | unterirdisch                            |                                                            | 1980             | Groupama Aréna                                                                         |
|      | Nagyvárad tér                 |          | unterirdisch                            |                                                            | 1976             | Semmelweis-Universität                                                                 |
|      | Semmelweis Klinikák           |          | unterirdisch                            | früher: Klinikák (wegen Renovierung geschlossen)           | 1976             |                                                                                        |
|      | Corvin-negyed                 |          | unterirdisch                            | früher: Ferenc körút (wegen Renovierung geschlossen)       | 1976             | Museum für Kunstgewerbe                                                                |
|      | Kálvin tér                    |          | unterirdisch                            | (wegen Renovierung teilweise geschlossen)                  | 1976, 2014       | Ungarisches Nationalmuseum                                                             |
|      | Ferenciek tere                |          | unterirdisch                            | früher: Felszabadulás tér (wegen Renovierung geschlossen)  | 1976             | Ferenciek tere, Klothilden-Paläste, Königliches Zinshaus                               |
|      | Arany János utca              |          | unterirdisch                            | (wegen Renovierung geschlossen)                            | 1981             |                                                                                        |
|      | Nyugati pályaudvar            |          | unterirdisch                            | früher: Marx tér (wegen Renovierung teilweise geschlossen) | 1981             | Nyugati pályaudvar                                                                     |
|      | Lehel tér                     |          | unterirdisch                            | früher: Élmunkás tér                                       | 1981             |                                                                                        |
|      | Dózsa György út               |          | unterirdisch                            |                                                            | 1984             |                                                                                        |
|      | Göncz Árpád városközpont      |          | unterirdisch                            | früher: Árpád híd                                          | 1984             |                                                                                        |
|      | Forgách utca                  |          | unterirdisch                            |                                                            | 1990             |                                                                                        |
|      | Gyöngyösi utca                |          | unterirdisch                            |                                                            | 1990             |                                                                                        |
|      | Újpest-városkapu              |          | unterirdisch                            |                                                            | 1990             |                                                                                        |
|      | Újpest-központ                |          | unterirdisch                            |                                                            | 1990             |                                                                                        |
|      | Kelenföld vasútállomás        |          | unterirdisch                            | geplant: Kelenföldi pályaudvar                             | 2014             |                                                                                        |
|      | Bikás park                    |          | unterirdisch                            | geplant: Tétényi út                                        | 2014             |                                                                                        |
|      | Újbuda-központ                |          | unterirdisch                            | geplant: Bocskai út                                        | 2014             |                                                                                        |
|      | Móricz Zsigmond körtér        |          | unterirdisch                            |                                                            | 2014             | Móricz Zsigmond körtér                                                                 |
|      | Szent Gellért tér – Műegyetem |          | unterirdisch                            | früher: Szent Gellért tér                                  | 2014             | Hotel Gellért, Gellértberg, Freiheitsbrücke                                            |
|      | Fővám tér                     |          | unterirdisch                            |                                                            | 2014             | Große Markthalle, Váci utca Corvinus-Universität Budapest                              |
|      | Rákóczi tér                   |          | unterirdisch                            |                                                            | 2014             |                                                                                        |
|      | II. János Pál pápa tér        |          | unterirdisch                            |                                                            | 2014             | Kerepesi temető                                                                        |